# Peleas de toros
Las peleas de toros, son un espectáculo taurino tradicional en la ciudad y región de Arequipa, que consiste en el enfrentamiento de dos toros en un recinto cerrado, denominado cancha de toros. 
Se realizan comúnmente en pueblos tradicionales y agrícolas de la ciudad de Arequipa.

## Origen
De origen incierto, las peleas de toros se remontan al siglo XIX donde se realizaban en las poblaciones de Yanahuara y Cayma. Las reses empleadas eran prestadas por los ganaderos para la celebración del evento, bueyes que servían para las labores agrícolas. Las peleas fueron formando parte de las celebraciones y fiestas conmemorativas de las ciudades peruanas, incluso llegaron a realizarse con fines benéficos.
En tiempos más modernos las labores de agricultura sustituyeron a los bueyes por maquinaria pasando los animales a ser criados específicamente para las peleas.
La pelea de toros se realiza en diferentes ciudades peruanas como Sabandía, Characato, Socabaya, Yumina, Tiabaya y la más destacada es la que se celebra en Arequipa con motivo de la fundación de la ciudad de Arequipa, el 15 de agosto de 1540.
No obstante, también se le atribuye cierto origen europeo, debido a la gran influencia española en Arequipa durante la época del virreinato. En los países alpinos existen combates similares llamados Batalla de Reinas en los que se emplean vacas de las razas valldostana y herens.

## La pelea
La pelea consiste en enfrentar dos toros, en una cancha, de modo tal que entrecrucen cornamentas y midan fuerzas empujándose hasta que uno de los dos huya de la contienda. Las reses deben corresponder a un peso similar, además se toman en cuenta la edad unos tres años y los cuernos.
La raza de toros empleada corresponde a la misma utilizada para las yuntas en el arado de los campos agrícolas. Se estima que existen dos mil doscientos toros dedicados para las peleas, que se enfrentan en 37 peleas oficiales al año. Los animales reciben diferentes cuidados tanto físicos como de alimentación que los preparan para la lucha. El más conocido de estos toros fue Menelik, vencedor de doce combates, fallecido por falta de cuidados. El vencedor de la pelea recibe el Astero Plata, este trofeo se disputa tres veces cada año.

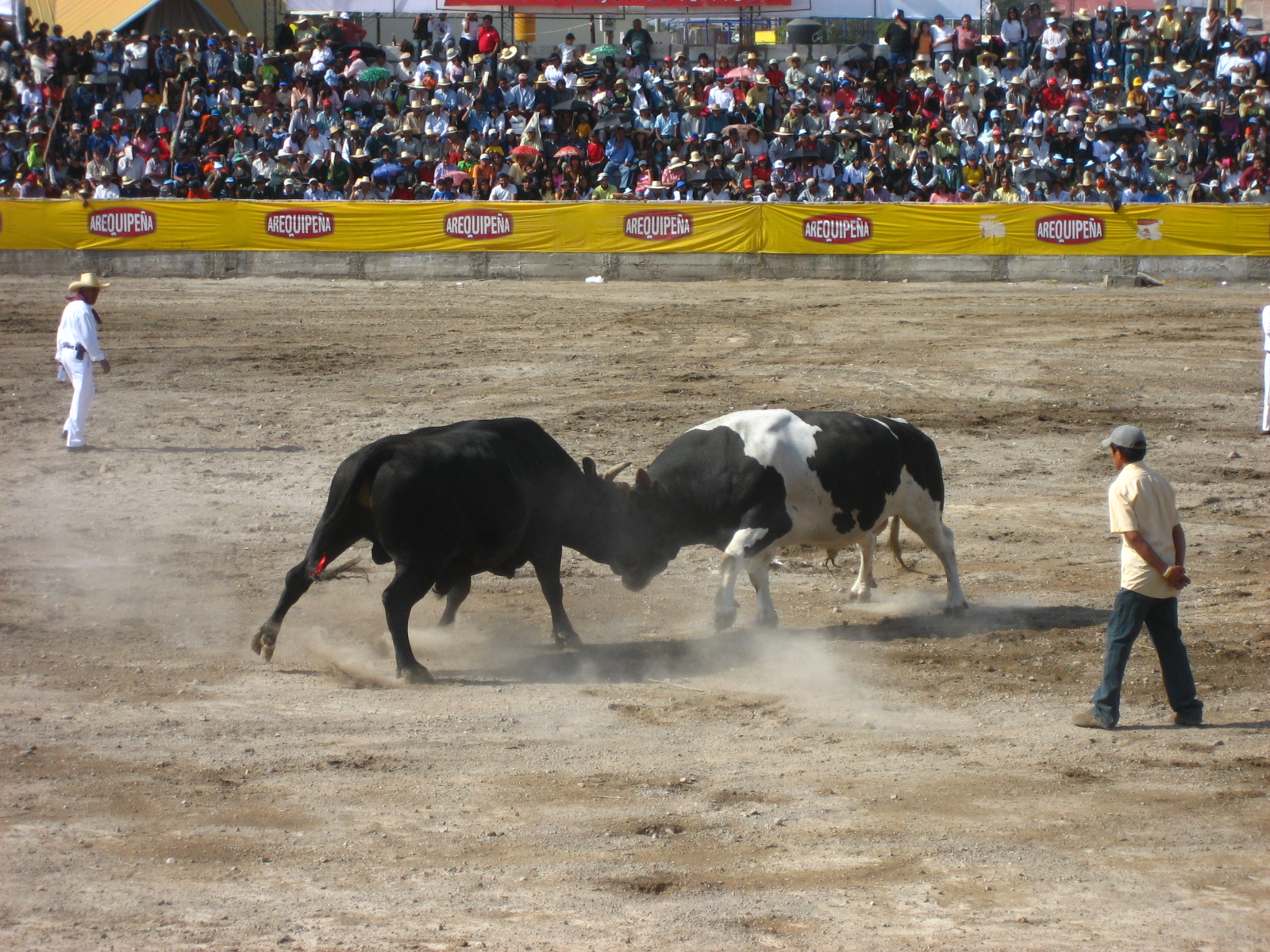
Pelea en una cancha con tribuna

En las peleas de toros la única intervención humana en el enfrentamiento es por parte de los dueños de los toros, que sólo pueden animar a su respectivo animal, y los jueces designados. Una vez que el dueño, edad o condiciones médicas no permita que el toro continue con la pelea, este sigue siendo tratado con los mismos cuidados.

## Regulación de las peleas
Las reglas con respecto a las peleas, la designación de jueces y la certificación oficial de los enfrentamientos, están reguladas por la Asociación de Criadores, Propietarios y Aficionados de Toros de Pelea de Arequipa (ACPATPA), con sede en el distrito de José Luis Bustamante y Rivero. Se cuenta con un reglamento de peleas de toros, cuidado y protección del animal, aprobado el 20 de octubre de 2015.